# محمد العنبر
محمد العنبر (ولد في 22 مارس1985) (في قرية نعجان) هو لاعب كرة قدم سعودي. شارك في عدة مباريات مع المنتخب السعودي وكان أشهر هدف كان مع المنتخب السعودي وكان ضد المنتخب الكوري. لعب لأندية السد والهلال والحزم والرياض والشعلة.

## روابط خارجية
- محمد العنبر على موقع الاتحاد الدولي (مؤرشف)  (الإنجليزية)
- محمد العنبر على موقع قاعدة بيانات كرة القدم.إي يو (الإنجليزية)
- محمد العنبر على موقع ناشيونال فوتبول تيمز (الإنجليزية)
- محمد العنبر على موقع كووورة